# Galea sottile
La galea sottile era la tipica galea da guerra utilizzata nel Mediterraneo dal IX al XVIII secolo. Lunga circa 45 metri e larga 5 metri, in tempo di pace poteva assolvere anche funzioni mercantili, particolarmente per il trasporto di merci preziose e poco voluminose, date le limitate disponibilità di spazi di stiva.
Si trattava di navi scomode, prive di ripari per l'equipaggio, costretto a vivere all'aperto in quanto l'intero spazio della stiva era destinato al già magro carico trasportabile. Tuttavia il numero di uomini imbarcati, la velocità, la manovrabilità in combattimento e la possibilità di navigare anche contro vento od in sua mancanza grazie ai 25 banchi di rematori, la rendevano una nave sicura, ideale per la guerra e per il trasporto delle merci più preziose. 

## Storia
Nel XIII secolo, l'incredibile sviluppo delle Repubbliche Marinare italiane, sviluppò nuovi natanti dai legni "classici" che ancora solcavano il Mediterraneo: la bireme greco-romane e il dromone bizantini. Apparvero allora la galea sottile, destinata alla guerra, e la galea grossa, un vascello ibrido ideato non solo per associare i vantaggi della nave a remi, ma anche quelli della nave da guerra e di quella mercantile.
Nella fattispecie, a Venezia, il contemporaneo declino del potere ducale e la stabilizzazione della forma repubblicana dello Stato, sottrassero la designazione dei comandanti militari al Doge in favore del Maggior Consiglio, assumendo la definitiva forma pseudo-meritocratica mantenuta nei secoli successivi. La necessità di difendere la talassocrazia veneta sul Mediterraneo Orientale e la crescente conflittualità con le potenze marittime di Genova e Pisa spinse la città lagunare a mantenere sempre più spesso e più a lungo in servizio flottiglie militari fino alla nascita (1268) della flotta veneta permanente nell'Adriatico (c.d. "Golfo di Venezia").

L'Arsenale di Venezia, dove fin dal XII secolo venivano costruite le galee marciane, divenne allora il più grande complesso produttivo del Medioevo, e la prima vera grande fabbrica moderna: in esso lavoravano migliaia di uomini, addetti alle diverse attività, e le galee venivano costruite "in serie", anticipando i metodi della moderna catena di montaggio.
Dopo il Sacco di Costantinopoli (1204), il definitivo sbilanciamento in favore degli Italiani del rapporto militare/commerciale tra le Repubbliche Marinare e l'Impero bizantino si era inoltre manifestato anche nell'adozione, da parte dei bizantini, delle galee in sostituzione dei loro legni tradizionali.
Nel Trecento l'introduzione di nuove tecniche costruttive, del timone centrale (il dromone bizantino era ancora mosso da due timoni laterali) e della bussola magnetica di probabile invenzione cinese (nel 1295 Marco Polo era rientrato in Laguna!), modificò radicalmente il modo di andare per mare.

## Caratteristiche

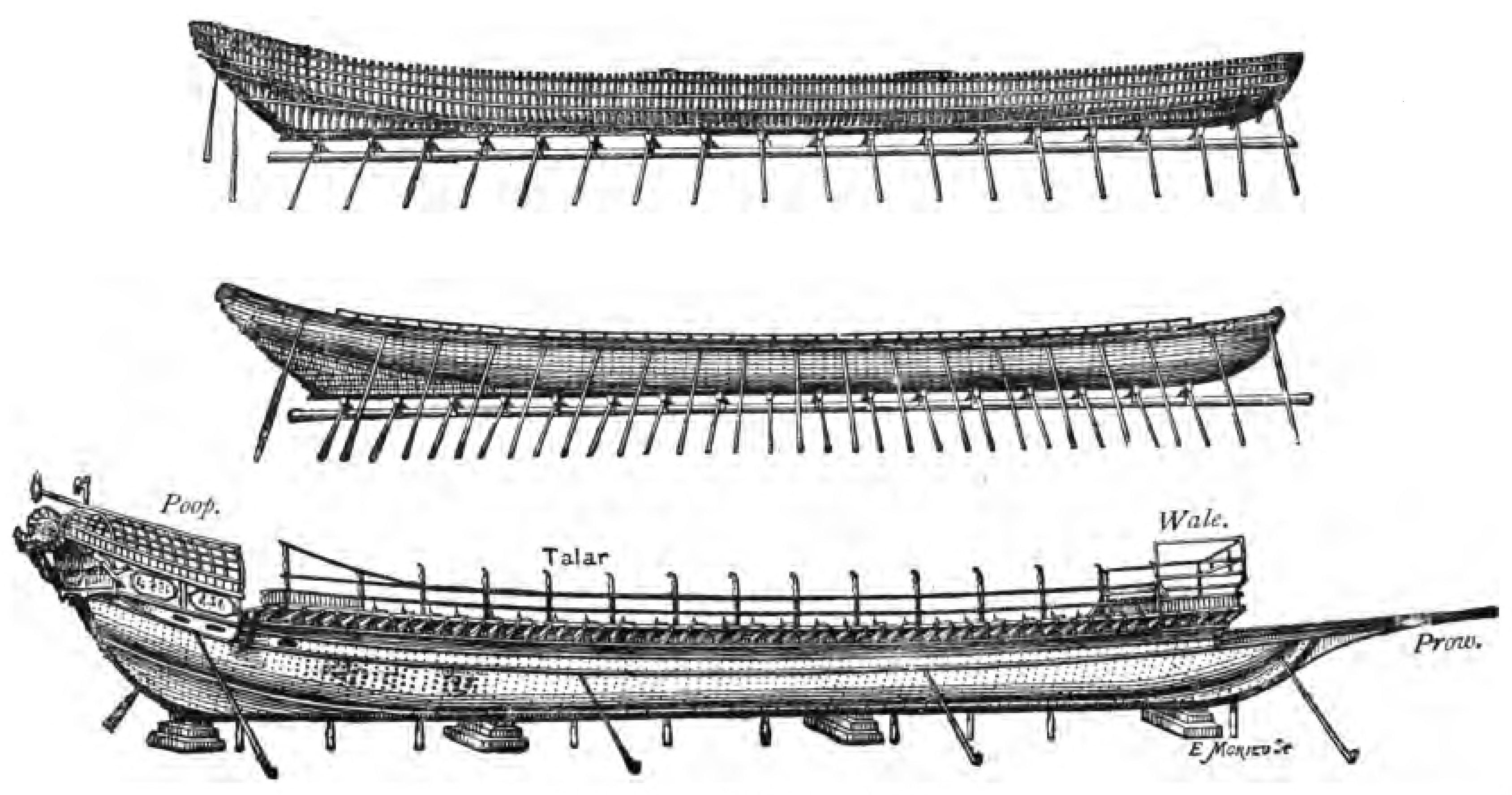
Stadi costruttivi di una galea sottile.

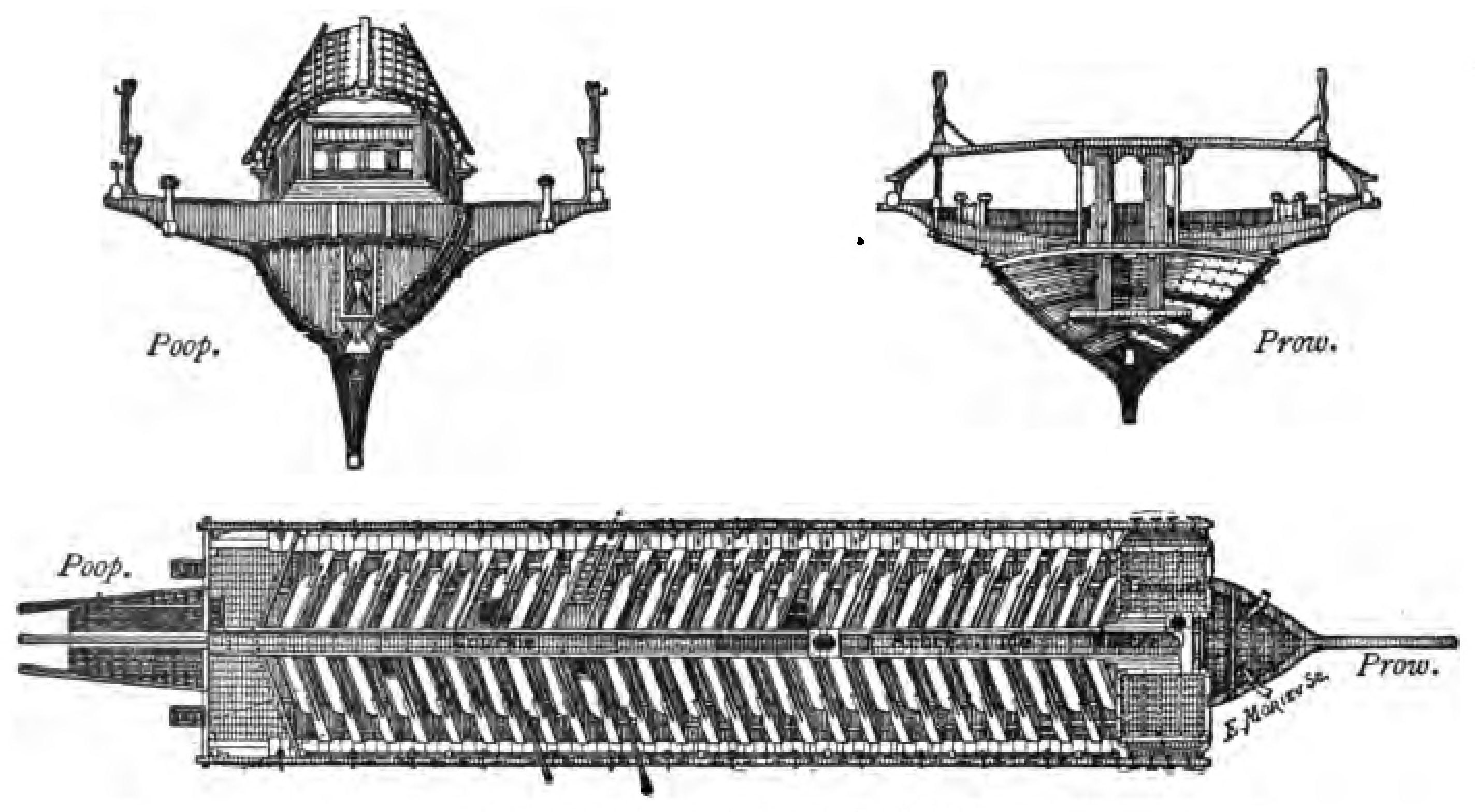
Sezioni e vista in piano di una galea sottile.

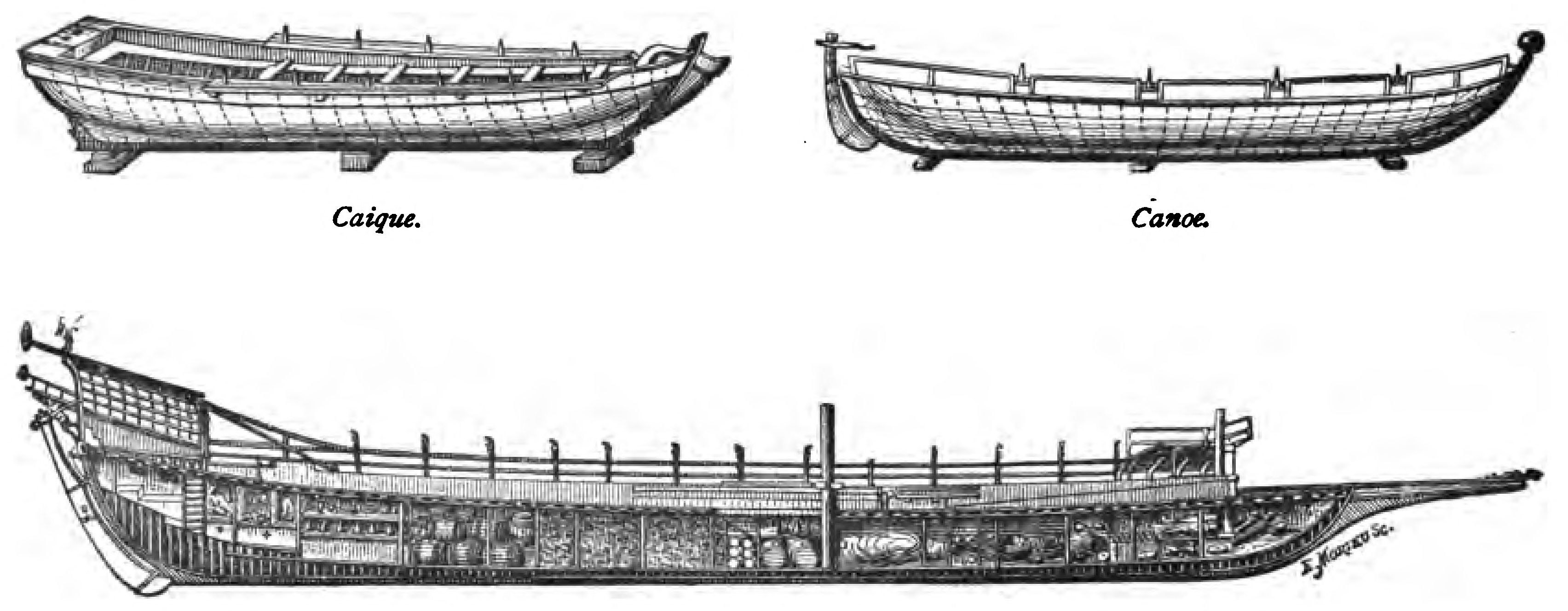
Stiva (e suo contenuto) di una galea sottile.

Data al Quattrocento il primo resoconto scritto, per opera del capitano greco-veneziano Michele da Rodi, sulla costruzione dei vascelli allora in uso nel Mediterraneo galee che navi a vela, impiegate da Venezia e dagli altri stati marittimi della prima metà del XV secolo.
Le caratteristiche della galea sottile di seguito riportate fanno particolare riferimento alle galee armate dalla Repubblica di Venezia tra il XIII e il XVIII secolo, ma sono di fatto estendibili, con minime modifiche, a tutte le marinerie mediterranee delle stesse epoche.
Si trattava di navi ad unico ponte, lunghe circa 45 m e larghe 5 m. Recavano due file di circa 25 banchi sulla dritta e 24 sulla sinistra per le galee veneziane, 26 sulla dritta e 25 sulla sinistra per le ponentine, a due rematori (tre dopo l'introduzione del terzarolo e 5 nel XVI secolo) con due alberi a vela latina, detti maestra e trinchetto. Talvolta poteva aggiungersi un terzo albero a poppa, detto mezzanello. Le vele prendevano il nome di mezzana, terzarolo e artimòn.

L'intera vita di bordo si svolgeva all'aperto, sul ponte, ad esclusione della tenda di comando innalzata a poppa.
Gli equipaggi si dividevano tra marinai, addetti alle attività nautiche e alle vele, e galeotti, addetti ai remi, a loro volta distinguibili tra buonavoglia, cioè liberi cittadini volontariamente arruolati, zontaroli, coscritti in tempo di guerra per incrementare gli equipaggi, e sforzati, cioè prigionieri di guerra e criminali condannati al remo. A questi si aggiungevano i reparti militari imbarcati.
Quando non impegnati nelle flotte da guerra o non adibiti ad usi mercantili, questi legni venivano normalmente disarmati e posti su scalo, preferendogli le più piccole ed economiche galeotte e fuste per le attività delle squadre militari permanenti.
L'artiglieria, introdotta nel XIV secolo, ed i successivi archibugi sostituirono i tradizionali strumenti d'offesa delle galee sottili: la balestra e la catapulta. Le bocche da fuoco erano poste a prua e a poppa, rivolte lungo la direzione di rotta, per colpire "in caccia" o "in fuga". Il pezzo d'artiglieria principale, posizionato a prua in asse con la chiglia, era chiamato "cannone di corsia". Ai lati erano pezzi minori, petrieri (generalmente in numero di otto) e falconi (di norma in numero di quattro). Anche la poppa era armata in modo simile, con circa quattro petrieri e un falcone chiamato "paretolo".
La voga era inizialmente condotta, nei primi secoli, con il metodo alla sensile, cioè con tre rematori per banco, ciascuno dotato di un singolo remo di differente lunghezza: tale metodo consentiva di raggiungere elevate velocità, ma richiedeva un'elevata abilità da parte dei galeotti per ottenere il necessario coordinamento. Con il progressivo ridursi della qualità degli equipaggi, dovuto al minore apporto dei buonavoglia, e il conseguente aumento del numero di sforzati, attorno alla metà del XVI secolo passò al più semplice metodo a scaloccio, con cinque rematori per banco, tutti agenti su un unico remo comune.

## Galleria d'immagini

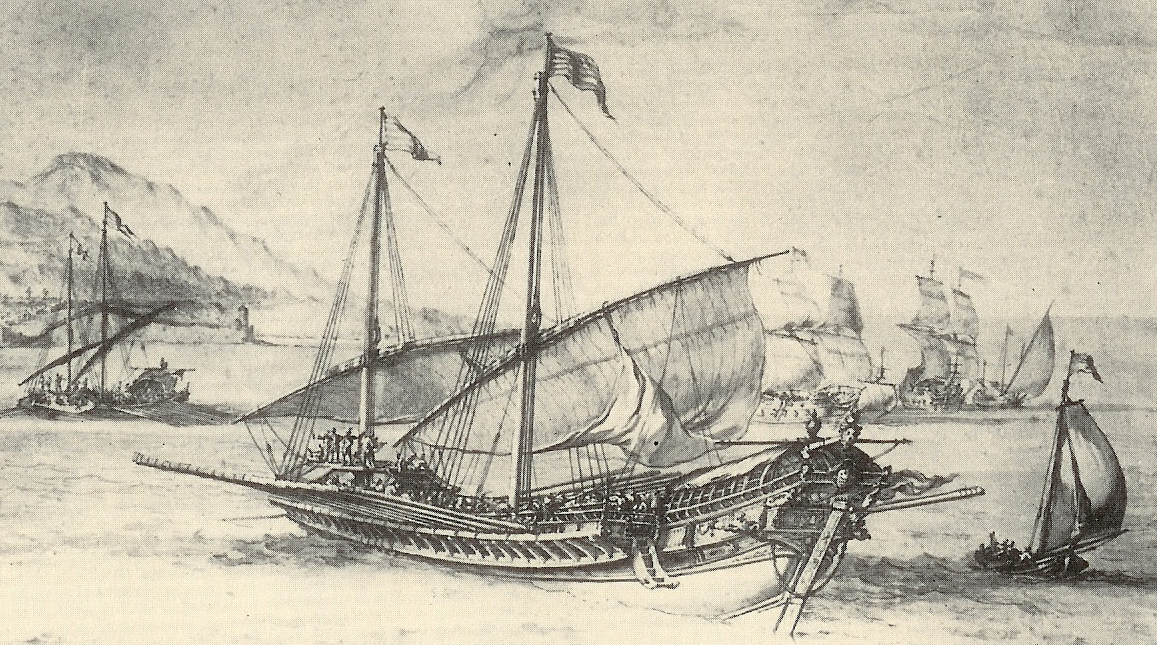
Galea sottile francese in una raffigurazione del XVII secolo.
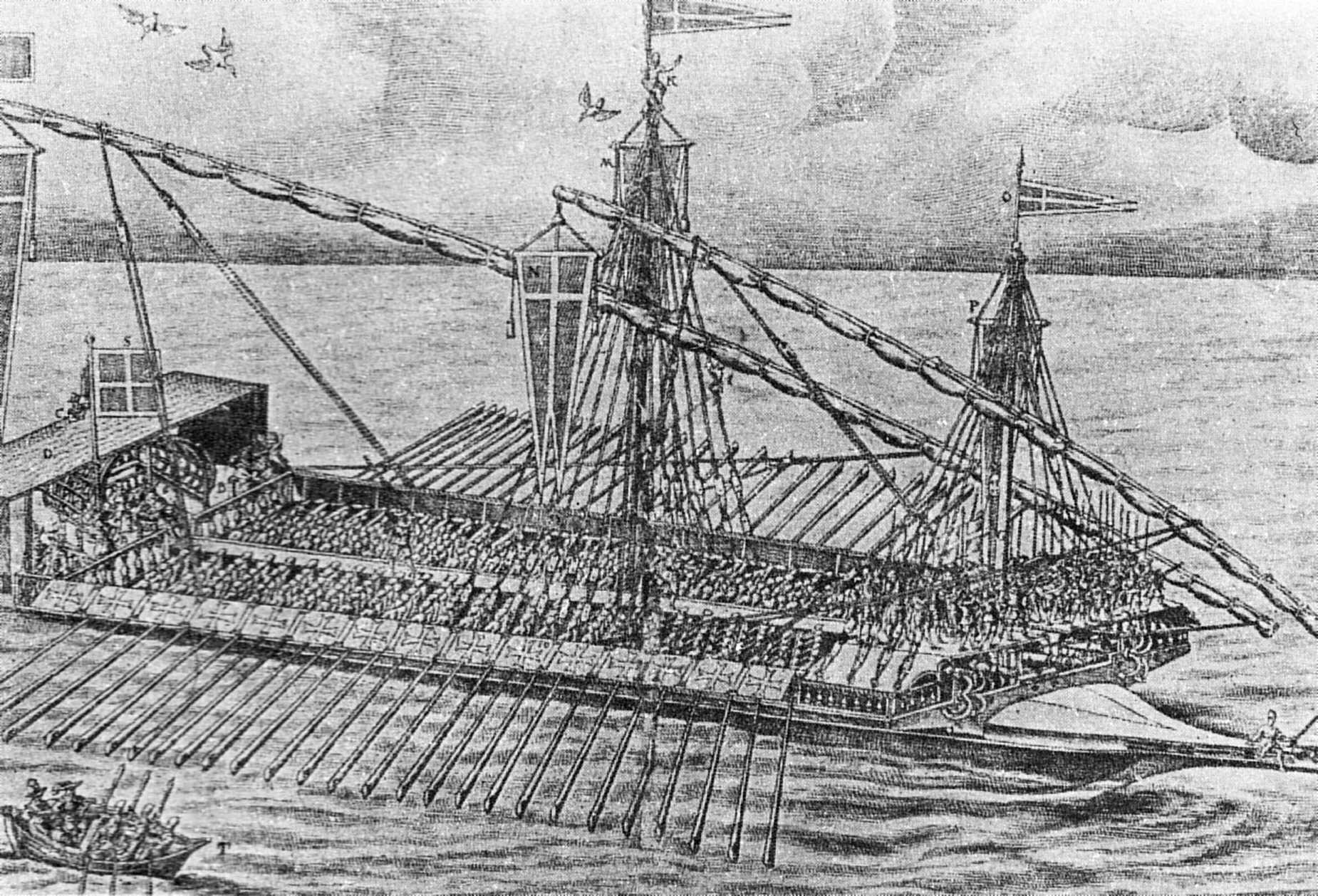
Raffigurazione di galea maltese.
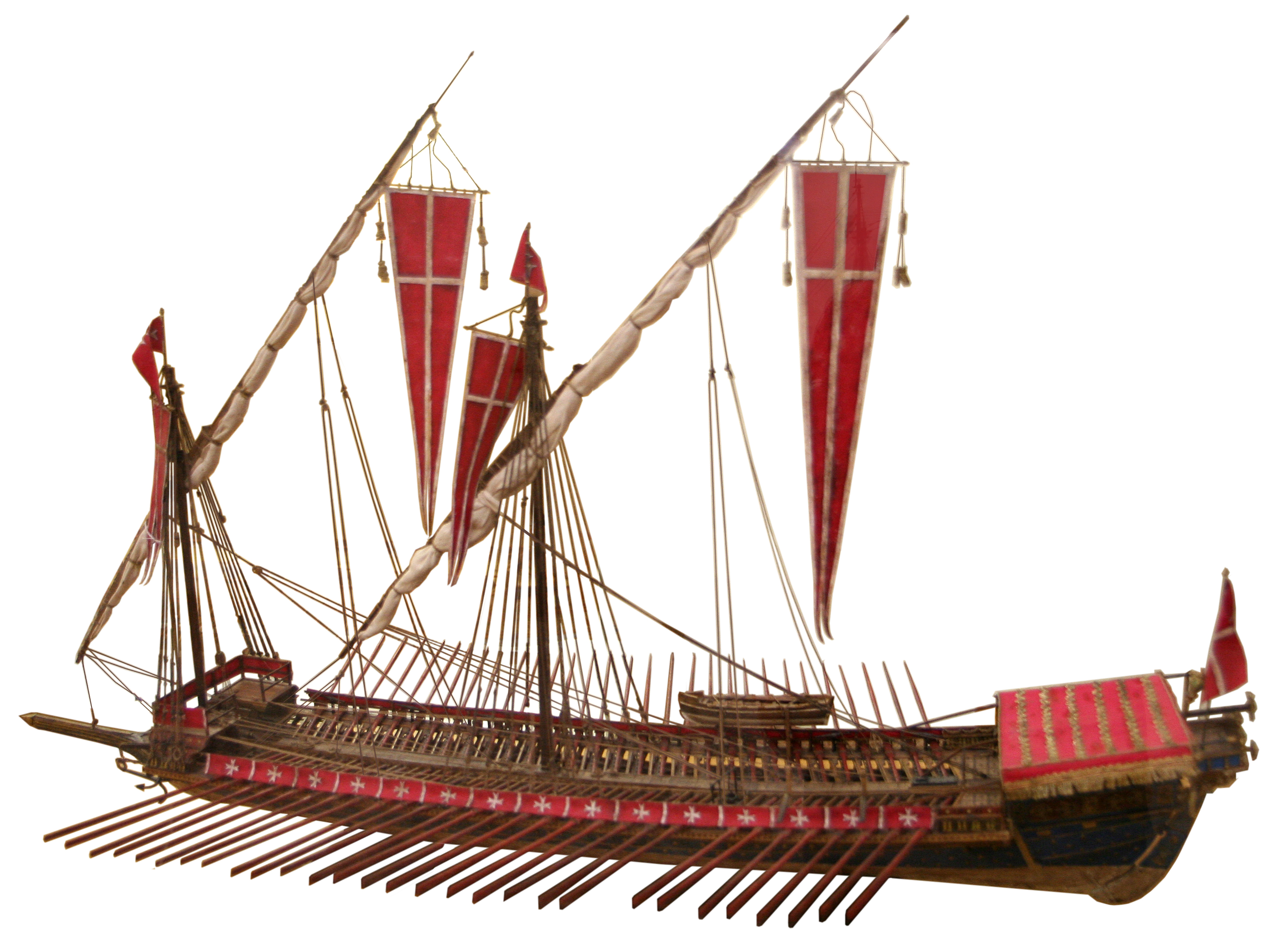
Modello di galea sottile giovannita conservato presso il Museo storico navale di Venezia.
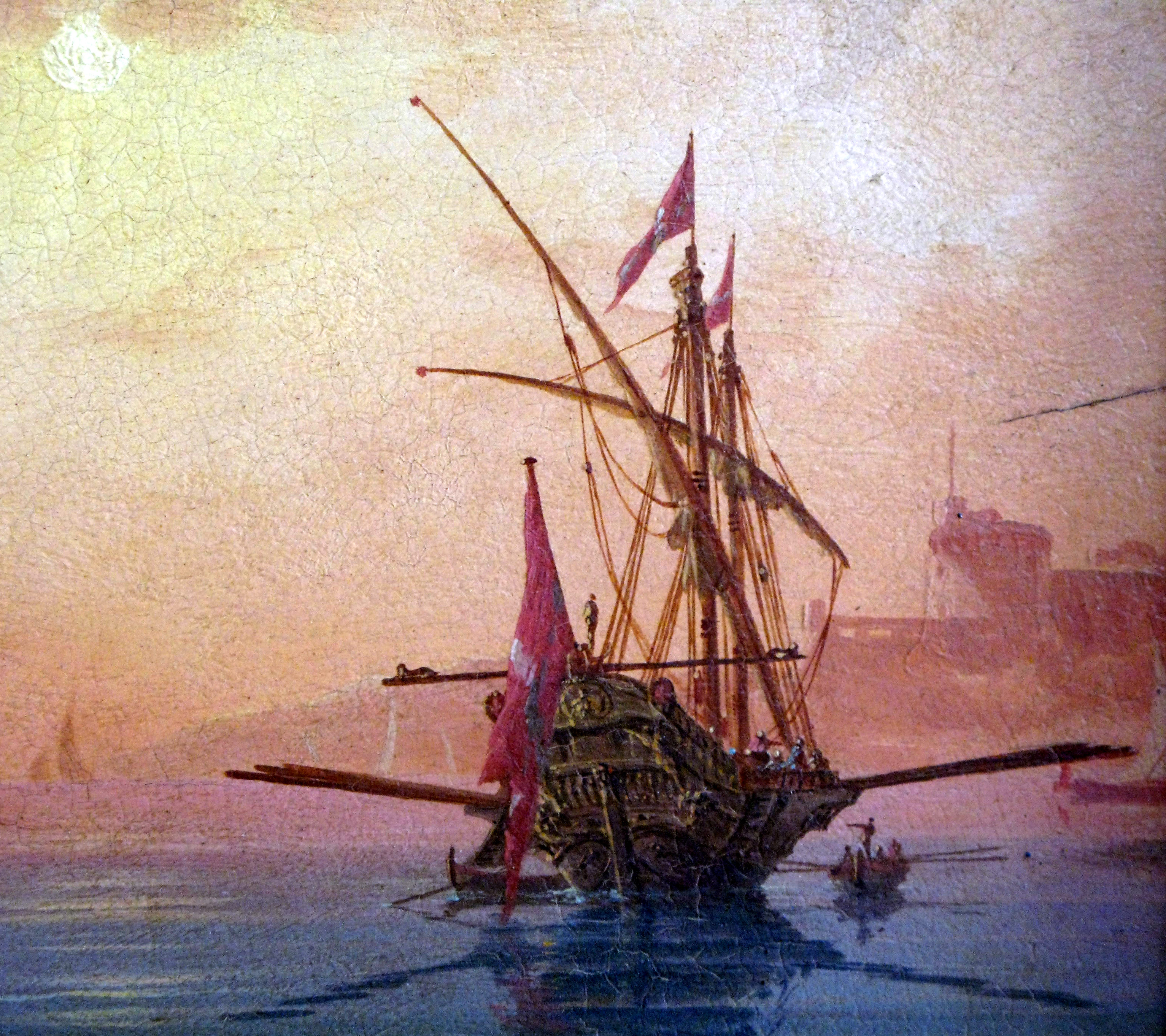
Vista posteriore di una galea dell'Ordine di San Giovanni di Gerusalemme nel 1765.

### Esplicative
1. ↑  I resoconti del viaggio per mare del 1437 compiuto dalla delegazione bizantina al Concilio di Firenze, ad opera dell'ecclesiastico bizantino Silvestro Syropoulos e dal capitano Greco-Veneziano Michele da Rodi, menzionano che la maggior parte delle navi erano "Veneziane" o "Papali" ma riportano che il basileus Giovanni VIII Paleologo viaggiò su una "nave imperiale": non è chiaro se fosse bizantina o fosse stata ingaggiata e la sua tipologia non è menzionata; viene però descritta come più veloce delle galee mercantili veneziane di grande stazza che la accompagnavano (delle galee grosse) indicando probabilmente che era una galea sottile --- v.  Andriopoulou, Vera e Fotini Kondyli, Ships on the Voyage from Constantinople to Venice, su The Syropoulos Project, The Institute of Archaeology and Antiquity of the University of Birmingham. URL consultato il 9 marzo 2009..

### Bibliografiche
1. ↑  Enciclopedia Treccani: Invenzione della galea Grossa
2. ↑  Lane FC (1973), Venice, a Maritime Republic, JHU Press, ISBN 978-0-8018-1460-0, p. .34.
3. ↑  Morin M, Artiglierie navali in ambito veneziano: tipologia e tecniche di realizzazione Archiviato il 4 marzo 2016 in Internet Archive..